# Élections municipales de 2008 à Lyon
Pour des articles plus généraux, voir Lyon, Loi PLM, Élections municipales françaises et Élections municipales françaises de 2008.
Pour un article plus général, voir Élections municipales françaises de 2008.
Les élections municipales en France ont eu lieu les 9 et 16 mars 2008.
À Lyon, elles ont opposé notamment une liste d'union de la gauche menée par le maire sortant Gérard Collomb, une liste de l'UMP menée par Dominique Perben, une liste du Mouvement démocrate menée par Eric Lafond, une liste du Front national menée par André Morin. Les Verts ont choisi le 24 novembre 2007 de négocier avec le PS pour aller vers une liste d'union dès le premier tour.

## État des lieux
Depuis mars 2001, la gauche (PS, Verts, PCF et PRG) dirige 6 arrondissements contre 3 à la droite (1 UMP et 2 pour la DLC de Charles Millon). Au conseil municipal, les 4 groupes de la majorité de gauche plurielle regroupent 42 élus sur 73 (25 socialistes, 6 communistes, 5 Verts, 3 radicaux et 3 du groupe altermondialiste écologiste Gauche alternative, écologique et citoyenne GAEC) contre 31 à la droite divisée en deux groupes (18 millonistes et 13 UMP).

## Enjeux
L'élection du maire est faite par les 73 conseillers municipaux issus des 9 arrondissements de Lyon.
Ces conseillers sont élus par arrondissement, à la proportionnelle avec une prime à la majorité, comme à Paris et Marseille (Loi PLM).
La victoire de la gauche en 2001 a été obtenue avec le basculement vers elle des 4e, 5e et 7e arrondissements grâce à la division de la droite entre millonistes et l'union RPR-UDF, et elle se maintient dans les trois arrondissements remportés en 1995 (1er, 8e et 9e). La droite conserve les 2e, 3e et 6e arrondissements dont le 3e pour la future UMP et les millonistes contrôlent le 2e et le 6e.
L'enjeu pour la droite est de regagner un arrondissement important, surtout le 8e arrondissement qui est à gauche depuis 1995 mais qui reste toutefois assez incertain, de même que le 7e qui n'est à gauche que depuis 2001 (la droite l'aurait emporté si elle n'avait pas été divisée lors de la précédente municipale) tout en conservant la totalité de ses arrondissements. Elle peut aussi l'emporter si elle regagne les deux arrondissements plus petits qu'elle a perdu à cause de sa division en 2001, à savoir les 4e et 5e arrondissements (regagner un seul des deux ne serait pas suffisant).
L'enjeu pour la gauche est de garder les arrondissements qu'elle a gagné en 2001 (elle peut se permettre de perdre le 4e ou le 5e, mais pas les deux) et de grignoter des postes de conseillers en améliorant son score dans certains arrondissements notamment le 3e.
L'enjeu pour le centre est de faire la démonstration de son poids électoral et de forcer les partis traditionnels à le considérer comme un acteur majeur.
Les règles légales du scrutin contenant une part de proportionnelle, chaque arrondissement gagné par un camp lui donne une nette majorité de conseillers municipaux de Lyon locaux. Cette règle favorise ainsi les camps unis et ce fut le cas en 2001, comme à Paris, au bénéfice de Gérard Collomb qui présenta des listes de gauche plurielle dès le 1er tour, pendant que la droite se présentait divisée entre les représentants des grands partis nationaux (RPR-UDF et des millonistes qui ont montré leur bonne implantation et la spécificité de la droite lyonnaise).

## Candidats de droite

### Union pour un mouvement populaire
Dominique Perben, natif de Lyon, conseiller général du 6e canton de Lyon, à savoir une partie du 6e arrondissement, depuis 2004 et député de la 4e circonscription du Rhône (est de Lyon à cheval sur les 3e, 6e et 8e arrondissements, les trois secteurs clés des municipales) depuis juin 2007. Il est également président de la fédération UMP du Rhône.
Poids lourd de la droite nationale, il a fait partie de tous les gouvernements de droite formés depuis 1993 (à l'exception de l'éphémère 1er gouvernement Juppé), ancien ministre des Départements et Territoires d'Outre-mer du gouvernement Balladur de 1993 à 1995, puis ministre de la Fonction publique, de la Réforme de l'État et de la Décentralisation dans le 2e gouvernement Juppé de 1995 à 1997, ensuite Garde des Sceaux, ministre de la Justice des trois gouvernements Raffarin de 2002 à 2005 et enfin ministre des Transports, de l'Équipement, du Tourisme et de la Mer dans le gouvernement de Villepin.

### La nécessaire union de la droite
Il a annoncé sa volonté de se présenter à Lyon assez tôt, dès 2003. Certains parlent alors de parachutage, car si Dominique Perben est natif de Lyon, il a réalisé toute sa carrière à Chalon-sur-Saône (dont il fut maire de 1983 à 2002 puis 1er adjoint de 2002 à 2003) en Saône-et-Loire (où il fut vice-président du conseil général de 1985 à 1988 et dont il fut député pour la 5e circonscription de 1986 à 1993 et de 1997 à 2002) en Bourgogne (dont il fut conseiller régional de 1992 à 1993). Ses adversaires l'ont aussi accusé d'écarter ces adversaires potentiels à droite : Charles Millon, chef de la DLC et du groupe Unir pour Lyon, est ainsi nommé en septembre 2003 ambassadeur représentant la France auprès de la FAO à Rome. Il en démissionnera toutefois le 20 juin 2007 (démission prenant effet en août) en critiquant le score réalisé par Perben aux législatives, mais finalement écartera l'idée de toute candidature de sa part. Plus tard, la nécessité pour Dominique Perben de s'implanter localement, et donc d'être élu député, impliquera la mise à l'écart du député sortant UMP de la 4e circonscription du Rhône Christian Philip et est nommé en échange par Nicolas Sarkozy représentant personnel du président de la République pour la Francophonie.
Dominique Perben, après de longues négociations, a aujourd'hui réussi à réunir autour de sa candidature l'ensemble de la droite lyonnaise divisée : le MPF local (jusqu'ici allié aux millonistes) le 3 octobre 2007 puis les millonistes finalement le 15 novembre.
Les négociations continuent. Toutefois, il semble évident qu'au 1er tour au moins la liste UMP de Dominique Perben aura une liste MoDem face à elle.

### Candidats de la droite
Dominique Perben a présenté le 23 novembre 2007 ses 9 têtes de liste dans chaque arrondissement :
- 1er arrondissement : Fabienne Lévy, 48 ans, conseillère régionale de Rhône-Alpes et secrétaire régionale du parti radical.
- 2e arrondissement : Denis Broliquier, 46 ans, maire sortant milloniste de l'arrondissement.
- 3e arrondissement : Dominique Perben.
- 4e arrondissement : Emmanuel Hamelin, 49 ans, ancien député UMP de la 2e circonscription du Rhône battu le 17 juin 2007 par le socialiste Pierre-Alain Muet.
- 5e arrondissement : Michel Havard, 40 ans, député de la 1re circonscription du Rhône depuis le 17 juin 2007, conseiller général pour le canton de Lyon-V et secrétaire fédéral de l'UMP dans le Rhône.
- 6e arrondissement : Laurence Balas, 42 ans, issue de la société civile.
- 7e arrondissement : Pierre Delacroix, 59 ans, issu de la société civile mais milloniste.
- 8e arrondissement : Nora Berra, 44 ans, issue de la société civile.
- 9e arrondissement : Blandine Raynaud, conseillère d'arrondissement sortante milloniste.

## Candidats du Front national
La liste du Front national devait initialement être menée par le no 2 du mouvement, à savoir Bruno Gollnisch, mais celui-ci a finalement renoncé le 1er décembre 2007 à se présenter. Dans un premier temps c'est Christophe Boudot, nouveau secrétaire départemental de la fédération FN du Rhône qui devait assurer le remplacement, mais c'est finalement André Morin, ancien chirurgien des hôpitaux de Lyon et ancien candidat aux législatives dans la 1re circonscription du Rhône, qui conduira la liste « Lyon fait front ».
- 1er arrondissement : Anne Sigriste
- 2e arrondissement : Pascal Marion
- 3e arrondissement : Liliane Boury, ancienne conseillère municipale du 3e arrondissement.
- 4e arrondissement : Albert Rosset, conseiller régional.
- 5e arrondissement : Gilles Pourchet
- 6e arrondissement : Claudine Gracien, ancienne conseillère municipale du 6e arrondissement.
- 7e arrondissement : Jean-Stéphane Laurent
- 8e arrondissement : André Morin
- 9e arrondissement : Geoffroy Daquin

## Candidats du centre

### Candidat du Mouvement démocrate
- Anne-Marie Comparini Anne-Marie Comparini, ancienne députée de la 1re circonscription du Rhône de 2002 à 2007 était pressentie pour mener la liste Modem à Lyon. Son retrait le 19 septembre 2007[11]., en raison d'un désaccord avec Michel Mercier (qui souhaitait un accord avec l'UMP) et du manque de soutien de François Bayrou, conduit à l'organisation d'une primaire. S'opposent alors deux groupes, l'un menée par Christophe Geourjon, délégué départemental de l'UDF depuis 2002 et l'autre par Azouz Begag qui a finalement annoncé le 4 décembre sur Canal+ son retrait de la campagne aux primaires du MoDem.

Après la décision de Christophe Geourjon de rejoindre la liste UMP du candidat Dominique Perben, une nouvelle liste MoDem a été créée, la liste Lyon est une chance, avec à sa tête Eric Lafond, 35 ans, docteur en droit, nouvel adhérent Modem et Cap21.
Le Mouvement démocrate présente ainsi des listes indépendantes dans tous les arrondissements de Lyon si l'on excepte le 8e arrondissement où la liste a été invalidée par la préfecture du Rhône. En effet Albert Roman, ancien adhérent de l'UDF et adhérent du Mouvement démocrate à jour de cotisation, s'était fait inscrire tant comme candidat sur la liste "Lyon est une chance" du 8e arrondissement de Lyon que sur la liste du Front National dans ce même arrondissement. Le Préfet du Rhône a pris la décision de refuser la liste "Lyon est une chance" pour le 8e arrondissement et de laisser concourir celle du front nationale, première des deux à avoir été déposée à la préfecture.
La liste, investie très tard, le 2 février, se distingue toutefois par de nombreuses propositions innovantes.
- 1er arrondissement : Christophe Cédat
- 2e arrondissement : Anne Pellet
- 3e arrondissement : Eric Lafond
- 4e arrondissement : Danièle Attias
- 5e arrondissement : Bernard Houot
- 6e arrondissement : Olivier de Pesquidoux
- 7e arrondissement : Rémi Guillaume
- 8e arrondissement : liste invalidée
- 9e arrondissement : Ariane Maisonneuve

## Candidats de gauche

### Listes unitaires AUDACES!
AUDACES! (Alternatives Unitaires, Démocratiques, Anti-Capitalistes, Citoyennes, Écologiques et Solidaires) est un regroupement d'organisations (LCR, Gauche Alter et Objecteurs de Croissances) et de militants syndicaux et associatifs qui s'opposent à la droite tout en critiquant le bilan de la municipalité sortante. Ils se présentent en tout indépendance vis-à-vis du PS et de ses alliés, s'engageant à ne pas participer aux exécutifs et à ne pas voter le budget s'ils ont des élus. Ils défendent un programme de gauche radicale, notamment sur les questions des services publics, des transports et des logements sociaux.
Ces listes sont présentes sur 6 arrondissements (1,3,4,7,8,9) et soutiennent la liste "IdéaLyon" sur le 2e. Elles ont reçu le soutien national de José Bové, Olivier Besancenot et Paul Ariès.
Têtes de liste :
- 1er arrondissement : Sophie Divry
- 2e arrondissement : Soutien à Idéalyon
- 3e arrondissement : Gilbert Dumas
- 4e arrondissement : Benoît Teste
- 7e arrondissement : Florence Lavialle
- 8e arrondissement : Nathalie Koller
- 9e arrondissement : Hicham Jabar

### Union de la gauche
- Gérard Collomb, maire PS de Lyon et président de la Communauté urbaine de Lyon depuis mars 2001 ainsi que sénateur du Rhône depuis 1999.

Le 30 novembre 2007, Gérard Collomb a présenté officielle ses 9 têtes de liste après un processus de désignation interne sous forme de « primaires » dans chaque section d'arrondissement. Malgré les négociations avec les partenaires de la majorité municipale, et notamment avec les Verts, ces candidatures sont présentées comme définitives par le maire sortant.
- 1er arrondissement : Nathalie Perrin-Gilbert, 36 ans, maire PS sortante de l'arrondissement depuis 2001.
- 2e arrondissement : Nadine Gelas, 61 ans, 19e vice-présidente PS de la Communauté urbaine de Lyon et président de l'Université de la Mode.
- 3e arrondissement : Thierry Philip, 58 ans, vice-président PS de la Région Rhône-Alpes.
- 4e arrondissement : Dominique Bolliet, 49 ans, maire PS sortant de l'arrondissement depuis 2001, conseiller général du Rhône pour le canton de Lyon-III.
- 5e arrondissement : Alexandrine Pesson, 67 ans, maire PS sortante depuis 2001.
- 6e arrondissement : Heidi Giovacchini, 40 ans, issue de la société civile.
- 7e arrondissement : Jean-Pierre Flaconnèche, 63 ans, maire PS sortant depuis 2001, conseiller général du Rhône pour le canton de Lyon-X.
- 8e arrondissement : Jean-Louis Touraine, 62 ans, député PS de la 3e circonscription du Rhône depuis le 17 juin 2007 (il y a battu le député sortant UMP Jean-Michel Dubernard), 1er adjoint au maire de Lyon et vice-président de la Communauté urbaine de Lyon depuis 2001, ancien maire de l'arrondissement de 1995 à 2001, conseiller général du Rhône pour le canton de Lyon-XII.
- 9e arrondissement : Gérard Collomb.

### Écologistes
- Les Verts de Lyon ont décidé en assemblée générale le 24 novembre 2007, à 56 % contre 44 %, de favoriser la recherche le plus de possible de l'union avec le PS et les membres de la majorité de gauche du conseil municipal. Des négociations ont donc été ouvertes pour constituer des listes communes dès le 1er tour, et la même assemblée générale a laissé jusqu'au 20 décembre au bureau politique pour trouver un accord[14]. Quoi qu'il en soit, les Verts avaient déjà désignés certaines de leurs têtes de liste d'arrondissement, sur le principe des « doublettes » c'est-à-dire au moins deux têtes de liste dans chaque arrondissement[15] :
- 1e arrondissement : Gilles Buna, 56 ans, 2e adjoint au maire de Lyon et vice-président de la Communauté urbaine de Lyon depuis 2001, conseiller général du Rhône pour le canton de Lyon-II et ancien maire de cet arrondissement de 1995 à 2001. Émeline Baume, 30 ans, fut la candidate suppléante de Guylaine Gouzou-Testud dans la 2e circonscription du Rhône aux législatives de juin 2007.
- 3e arrondissement : Mireille Roy, 49 ans, fut la candidate suppléante de Patrick Odiard dans la 4e circonscription du Rhône aux législatives de juin 2007. Pierre Hémon, conseiller sortant du 6e arrondissement, secrétaire de la section des Verts de Lyon.
- 4e arrondissement : Guilaine Gouzou-Testud, 50 ans, 20e adjointe au maire de Lyon et 4e adjointe au maire de cet arrondissement depuis 2001, fut candidate aux législatives de juin 2007 dans la 2e circonscription du Rhône. René Brighi qui fut le directeur de campagne de Guilaine Gouzou-Testud durant les législatives. Lors des « primaires » des Verts de l'arrondissement, il est arrivé à égalité avec Éric Cazin, 3e adjoint au maire de cet arrondissement depuis 2001.
- 5e arrondissement : Étienne Tête, 51 ans, 17e adjoint au maire de Lyon et vice-président de la Communauté urbaine de Lyon depuis 2001, conseiller régional de Rhône-Alpes. Pour l'instant, aucune « colistière » n'a pour l'instant été désignée.
- 7e arrondissement : Alain Giordano, 47 ans, conseiller municipal, d'arrondissement et communautaire sortant, président du groupe Verts au conseil municipal de Lyon depuis 2001. Françoise Rivoire.
- 8e arrondissement : Pascale Bonniel-Chalier, 46 ans, 19e adjointe au maire de Lyon depuis 2001, fut candidate aux législatives de juin 2007 dans la 3e circonscription du Rhône. Patrick Odiard, 42 ans, 3e adjoint au maire de cet arrondissement, fut candidat aux législatives de juin 2007 dans la 4e circonscription.
- 9e arrondissement : Bruno Charles, ancien secrétaire départemental des Verts. Marguerite-Marie « Maguitte » Chichereau-Dinguirard, 59 ans, conseillère régionale de Rhône-Alpes depuis 2004.

Lundi 17 décembre, le comité de campagne des Verts de Lyon a choisi, à la majorité des 2/3, l'union avec les listes de Gérard Collomb. Les négociations seront donc faites sur la base du programme rédigé par les Verts de Lyon, ainsi que sur l'attribution des postes aux « doublettes » qui ont été désignées au cours du mois de novembre

### Divers gauche
- 2e arrondissement : Idéalyon, pour une ville décroissante et solidaire, liste indépendante, âge moyen 32 ans.

## États des lieux par arrondissement
Au regard des différentes élections intervenues depuis mars 2001, le rapport de force s'établit comme suit :

### Deux arrondissements favorables à la gauche
La gauche est en position très favorable dans 2 des 6 arrondissements qu'elle détient :
- 1e arrondissement : 4 conseillers de Lyon, dont au moins 3 pour la liste qui l'emporte, considéré comme le bastion de la gauche à Lyon, notamment le quartier des Pentes de la Croix-Rousse, foyer de la culture alternative lyonnaise et ancien bastion des canuts de Lyon, détenue depuis 1995 par la gauche. Ségolène Royal y a obtenu 39,83 % au 1er tour et 65,04 % au 2e lors de l’élection présidentielle.
- 9e arrondissement : 9 conseillers de Lyon, dont au moins 7 pour la liste qui l'emporte, c'est celui de Gérard Collomb, lui aussi détenu depuis 1995, est lui aussi est plutôt sûr pour l'équipe sortante, bien que moins que le 1er. Ségolène Royal y a obtenu 30,33 % au 1er tour et 52,26 % au 2e à la présidentielle.

Ces deux arrondissements ont voté majoritairement pour les listes de gauche lors des élections régionales et européennes de 2004 et lors des élections présidentielle et législatives de 2007. Aucun maire d'arrondissement de gauche n'a cependant jamais été élu dès le premier tour.

### Deux arrondissements favorables à la droite
La droite domine largement 2 des 3 arrondissements qu'elle a pu facilement conserver en 2001 à travers une majorité milloniste, les deux listes de droite obtenant des scores qui, cumulés, dépassèrent alors les 60 % : 
- 2e arrondissement : 5 conseillers de Lyon, dont 4 pour la liste qui l'emporte, a toujours voté à droite (43,02 % pour Nicolas Sarkozy en 2007 au 1er tour et 62,56 % au 2e tour).
- 6e arrondissement : 9 conseillers de Lyon, dont au moins 7 pour la liste qui l'emporte, le bastion le plus assuré pour la droite, Nicolas Sarkozy y a ainsi obtenu près de 50 % dès le 1er tour (48,99 % des suffrages), tandis que Ségolène Royal était alors placée derrière François Bayrou avec 18,15 % contre 21,51 % pour le candidat centriste, puis Nicolas Sarkozy y a obtenu 68,29 % au 2e tour lors de la présidentielle de 2007.

La division de la droite a empêché en 2001 l'élection habituelle au premier tour de ses candidats dans ces deux arrondissements qui n'ont jamais été vraiment en jeu lors des campagnes électorales. Ainsi, ces 2 arrondissements ont voté majoritairement pour les listes de droite lors des élections régionales et européennes de 2004 et lors des élections présidentielle et législatives de 2007.

### Cinq arrondissements disputés
- 3e arrondissement : 12 conseillers de Lyon, dont au moins 9 pour la liste qui l'emporte, c'est le 3e arrondissement conservé par la droite en 2001 (et le seul emporté alors par la liste RPR-UDF). Toutefois, les deux listes de droite avaient été distancés au 1er tour par la liste d'union de la gauche de Gérard Collomb, et leur score cumulé n'atteignait pas les 50 %. Nicolas Sarkozy y a tout de même obtenu 35,53 % au 1er tour et 54,74 % au 2e tour. Mais c'est un arrondissement important : le perdre pour la droite pourrait signifier perdre toute chance de l'emporter. D'ailleurs, le caractère décisif de cet arrondissement se retrouve dans le fait que Dominique Perben y est lui-même tête de liste.
- 4e arrondissement : 5 conseillers de Lyon, dont au moins 4 pour la liste qui l'emporte, a toujours été assez incertain : détenu par la droite avant 2001, cette année-là les scores cumulés des deux listes de droite atteignaient 46,27 % des suffrages contre 32,72 % à l'union de la gauche qui avait pu l'emporter au 2e tour que grâce à la division de la droite. Pourtant, en 2007, Ségolène Royal l'a emporté au second tour de la présidentielle de 2007 avec 50,51 % des voix contre 49,49 % à Nicolas Sarkozy qui était arrivé en tête au 1er tour avec 33,05 %. La tête de liste de la droite, Emmanuel Hamelin, était député de la 2e circonscription du Rhône qui comprend cet arrondissement de 2002 à 2007 a été battu au 2e tour des législatives par le socialiste Pierre-Alain Muet. Le perdre, bien que si elle ne perdait que celui-là elle ne perdrait pas la majorité, affaiblirait plutôt la gauche.
- 5e arrondissement : 8 conseillers de Lyon, dont au moins 6 pour la liste qui l'emporte.  Plutôt à droite, et cela même si la gauche l'a emporté en 2001 grâce à la division de la droite : les deux listes de droite avaient toutefois recueilli deux scores qui, une fois cumulés, avaient presque atteint les 50 % au 1er tour (49,4 % des suffrages). Nicolas Sarkozy y a ainsi obtenu 35,4 % au 1er tour puis 55,76 % des suffrages au 2e tour lors de la présidentielle. La tête de liste de la droite n'est autre que Michel Havard qui a été élu député de la 1re circonscription du Rhône en 2007 en remplacement d'Anne-Marie Comparini. C'est pour l'instant l'arrondissement détenu par la gauche qui le plus probablement pourrait basculer à droite. Seulement, emporter seulement celui-là ne serait pas nécessaire pour la droite pour gagner Lyon.
- 7e arrondissement : 9 conseillers de Lyon, dont au moins 7 pour la liste qui l'emporte. Arrondissement où la gauche là aussi l'a emporté en 2001 grâce à la division de la droite : 33,35 % pour la liste d'union de la gauche contre 44,96 % en score cumulé pour les deux listes de droite. En 2007, Ségolène Royal ne l'a emporté ici au second tour qu'avec une faible avance, avec 50,95 % contre 49,05 pour Nicolas Sarkozy, tandis que celui-ci était arrivé en tête (mais là aussi avec une faible avance) avec 29,76 % au 1er tour. La circonscription dont l'arrondissement fait largement partie, à savoir la 3e, était détenue traditionnellement par la droite et notamment par Jean-Michel Dubernard qui a obtenu 40,66 % au 1er tour mais qui s'est fait battre au second par le socialiste Jean-Louis Touraine, créant alors la surprise. Bien qu'incertain, il est assez probable que cet arrondissement reste à gauche en 2008.
- 8e arrondissement : 12 conseillers de Lyon, dont au moins 9 pour la liste qui l'emporte. Il s'agit de l'autre partie de la 3e circonscription du Rhône remportée sur le député sortant Jean-Michel Dubernard en 2007 par Jean-Louis Touraine, adjoint de Gérard Collomb et tête de liste de la gauche dans cet arrondissement. C'est l'un des 3 arrondissements, avec le 1er et le 9e, à être contrôlé par la gauche depuis 1995. En 2001, la liste d'union de la gauche devançait les deux listes de droite, et cela même si on cumulait les scores de ces dernières. Toutefois, il s'agit véritablement, avec le 3e arrondissement, du principal enjeu de cette élection : en effet en 2007, Ségolène Royal est arrivé seconde derrière Nicolas Sarkozy au 1er tour et ne l'a emporté au second tour qu'avec qu'une très faible avance d'à peine moins de 300 voix (50,44 % pour la candidate socialiste contre 49,56 % à Nicolas Sarkozy). Si la droite l'emportait, et conservait ses autres arrondissements, elle pourrait gagner Lyon.

À la présidentielle de 2007, Nicolas Sarkozy l'a emporté au second tour sur l'ensemble de la ville de Lyon avec 53,08 % des suffrages contre 46,92 % pour Ségolène Royal. Il n'est donc pas impossible que, comme en 2001, l'équipe de Gérard Collomb soit reconduite en emportant assez d'arrondissements mais en n'obtenant pas le meilleur score en voix sur l'ensemble de la ville. Toutefois, le maire sortant est plutôt populaire, et deux sondages CSA réalisés en août puis en octobre le donnent avec une légère avance sur Dominique Perben (53 % contre 47 % puis 52 % contre 48 %).

## Résultats
| Tête de liste | Tête de liste    | Partis                             | Premier tour | Premier tour | Second tour | Second tour | Sièges | Sièges |
| Tête de liste | Tête de liste    | Partis                             | #            | %            | #           | %           | #      | %      |
| ------------- | ---------------- | ---------------------------------- | ------------ | ------------ | ----------- | ----------- | ------ | ------ |
|               | Gérard Collomb   | PS - PCF - Verts - PRG - MRC - DVG | 80 236       | 53,07 %      | 20 190      | 50,14 %     | 54     | 73,97  |
|               | Dominique Perben | UMP - DVD - MPF - NC               | 45 551       | 30,13 %      | 20 077      | 49,86 %     | 19     | 26,03  |
|               | Eric Lafond      | MoDem                              | 9 101        | 6,02 %       |             |             |        |        |
|               |                  | AUDACES! (+ IdéaLyon)              | 7 652        | 5,06 %       |             |             |        |        |
|               | André Morin      | FN                                 | 6 277        | 4,15 %       |             |             |        |        |
|               |                  | Lutte ouvrière                     | 1 188        | 0,79 %       |             |             |        |        |
|               |                  | Autres                             | 1 183        | 0,78 %       |             |             |        |        |
| Total         | Total            | Total                              | 151 188      | 100 %        | 40 268      | 100 %       | 73     | 100    |

| Arrondissement | Arrondissement | PS Union de la gauche               | PS Union de la gauche | UMP Union de la droite              | UMP Union de la droite | AUDACES! | AUDACES! | MoDem  | MoDem | FN     | FN   | Autres      | Autres |
| Arrondissement | Arrondissement | Voix                                | Élus                  | Voix                                | Élus                   | Voix     | Élus     | Voix   | Élus  | Voix   | Élus | Voix        | Élus   |
| -------------- | -------------- | ----------------------------------- | --------------------- | ----------------------------------- | ---------------------- | -------- | -------- | ------ | ----- | ------ | ---- | ----------- | ------ |
|                | 1er            | 58,69 %                             | 13                    | 18,52 %                             | 1                      | 13,13 %  | 0        | 6,24 % | 0     | 2,19 % | 0    | LO : 1,23 % | 0      |
|                | 2e             | 1e tour : 38,62 % 2e tour : 41,81 % | 3                     | 1e tour : 45,82 % 2e tour : 58,19 % | 12                     | 3,36 %   | 0        | 7,91 % | 0     | 4,29 % | 0    | -           | -      |
|                | 3e             | 52,82 %                             | 29                    | 30,02 %                             | 6                      | 5,75 %   | 0        | 7,33 % | 1     | 4,07 % | 0    | -           | -      |
|                | 4e             | 1e tour : 49,55 % 2e tour : 60,95 % | 12                    | 1e tour : 30,82 % 2e tour : 39,05 % | 3                      | 8,23 %   | 0        | 6,96 % | 0     | 2,64 % | 0    | LO : 1,78 % | 0      |
|                | 5e             | 53,09 %                             | 20                    | 33,45 %                             | 4                      | -        | -        | 7,25 % | 0     | 3,71 % | 0    | LO : 2,49 % | 0      |
|                | 6e             | 1e tour : 43,32 % 2e tour : 46,64 % | 6                     | 1e tour : 45,38 % 2e tour : 53,36 % | 21                     | -        | -        | 7,70 % | 0     | 3,60 % | 0    | -           | -      |
|                | 7e             | 57,99 %                             | 24                    | 23,01 %                             | 3                      | 5,42 %   | 0        | 6,16 % | 0     | 4,21 % | 0    | 3,21 %      | 0      |
|                | 8e             | 58,35 %                             | 30                    | 24,08 %                             | 5                      | 4,98 %   | 0        | -      | -     | 6,65 % | 1    | LO : 1,96 % | 0      |
|                | 9e             | 63,13 %                             | 24                    | 19,81 %                             | 3                      | 5,32 %   | 0        | 5,22 % | 0     | 4,91 % | 0    | LO : 1,61 % | 0      |

### Maires élus
| Arrondissement | Maire sortant            |  | Parti        | Maire élu ou réélu      |  | Parti |
| -------------- | ------------------------ |  | ------------ | ----------------------- |  | ----- |
| Lyon           | Gérard Collomb           |  | PS           | Gérard Collomb          |  | PS    |
| 1er            | Nathalie Perrin-Gilbert  |  | PS           | Nathalie Perrin-Gilbert |  | PS    |
| 2e             | Denis Broliquier         |  | DVD          | Denis Broliquier        |  | DVD   |
| 3e             | Patrick Huguet           |  | RPR puis UMP | Thierry Philip          |  | PS    |
| 4e             | Dominique Bolliet        |  | PS           | Dominique Bolliet       |  | PS    |
| 5e             | Alexandrine Pesson       |  | PS           | Alexandrine Pesson      |  | PS    |
| 6e             | Nicole Chevassus         |  | DVD          | Jean-Jacques David      |  | DVD   |
| 7e             | Jean-Pierre Flaconnèche  |  | PS           | Jean-Pierre Flaconnèche |  | PS    |
| 8e             | Christian Coulon         |  | PS           | Christian Coulon        |  | PS    |
| 9e             | Hubert Julien-Laferrière |  | PS           | Alain Giordano          |  | EÉLV  |

### 1erarrondissement
14 sièges sont à pourvoir dont 4 au Conseil de Lyon. La maire sortante est Nathalie Perrin-Gilbert (PS), qui est réélue.
|                 | Fabienne Lévy           | UMP - DVD - MPF - NC               | 1 868  | 18,52  | 1  | 0 |  |  |  |
|                 | Nathalie Perrin-Gilbert | PS - PCF - Verts - PRG - MRC - DVG | 5 919  | 58,69  | 13 | 4 |  |  |  |
|                 | Sophie Divry            | EXG                                | 1 324  | 13,13  |    |   |  |  |  |
|                 | Christophe Cedat        | MoDem                              | 629    | 6,24   |    |   |  |  |  |
|                 | Blanche Sigrist         | FN                                 | 221    | 2,19   |    |   |  |  |  |
|                 | Arlette Couzon          | LO                                 | 124    | 1,23   |    |   |  |  |  |
|                 |                         |                                    |        |        |    |   |  |  |  |
| Inscrits        | Inscrits                | Inscrits                           | 18 175 | 100,00 |    |   |  |  |  |
| Abstentions     | Abstentions             | Abstentions                        | 7 956  | 43,77  |    |   |  |  |  |
| Votants         | Votants                 | Votants                            | 10 219 | 56,23  |    |   |  |  |  |
| Blancs et nuls  | Blancs et nuls          | Blancs et nuls                     | 134    | 1,31   |    |   |  |  |  |
| Exprimés        | Exprimés                | Exprimés                           | 10 085 | 98,69  |    |   |  |  |  |
| * Maire sortant |                         |                                    |        |        |    |   |  |  |  |

| Statut                      | Élu                     | Parti | Parti |
| --------------------------- | ----------------------- | ----- | ----- |
| Conseiller de Lyon          | Nathalie Perrin-Gilbert |       | PS    |
| Conseiller de Lyon          | Gilles Buna             |       | Verts |
| Conseiller de Lyon          | Isabelle Gleize         |       | PS    |
| Conseiller de Lyon          | Bruno Lubuhotel         |       | PS    |
| Conseiller d'arrondissement | Véronique Maréchal      |       | PS    |
| Conseiller d'arrondissement | Gégory Climent          |       | PS    |
| Conseiller d'arrondissement | Stéphanie Burlet        |       | PS    |
| Conseiller d'arrondissement | Gérard Nicolas          |       | PS    |
| Conseiller d'arrondissement | Émeline Baume           |       | PS    |
| Conseiller d'arrondissement | Boumédienne Boussouar   |       | PS    |
| Conseiller d'arrondissement | Nawel Bab Hamed         |       | PS    |
| Conseiller d'arrondissement | Luc Voiturier           |       | PS    |
| Conseiller d'arrondissement | Christine Pochon        |       | PS    |
| Conseiller d'arrondissement | Fabienne Lévy           |       | UMP   |
|                             |                         |       |       |